# The International Cat Association

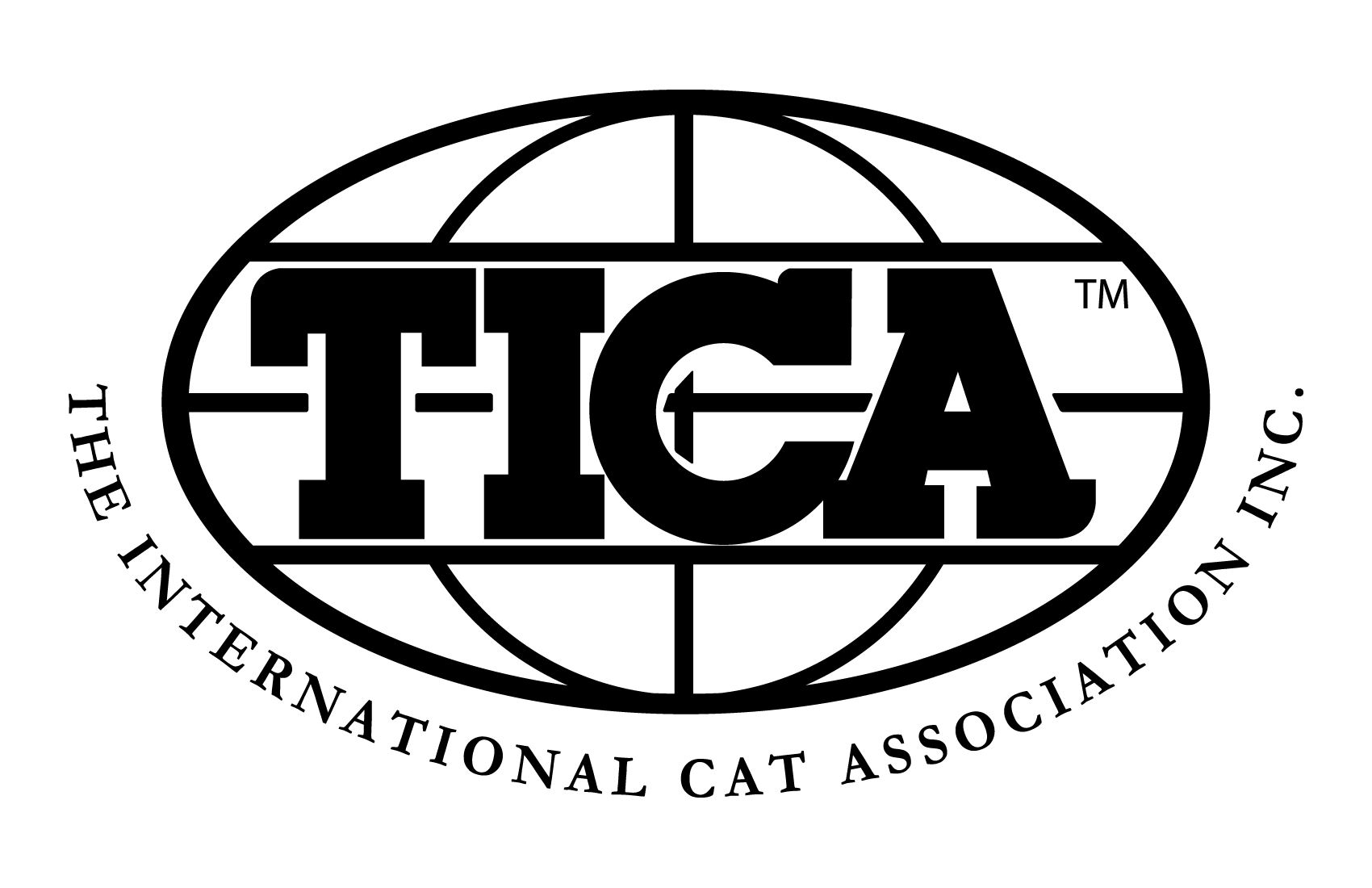
Logo da The International Cat Association

The International Cat Association (TICA) é considerada o maior registro genético de gatos do mundo. Originalmente uma organização estadunidense, agora tem uma presença mundial. A organização possui um registro genético para pedigree e gatos domésticos e é um dos maiores órgãos sancionadores do mundo para campeonatos e apresentações de gatos.

## Atividades
As atividades da TICA incluem:
- incentivar seus membros a ser proprietários, amantes e criadores de gatos que trabalham juntos para promover a preservação de gatos pedigree e a saúde e bem-estar de gatos domésticos;
- mantendo um registro de certificado pedigree;
- fornecer shows de gatos que promovem gatos de pedigree e não pedigree;
- promover relações positivas entre criadores nos Estados Unidos e outros países;
- estabelecer uma base para incentivar a pesquisa sobre problemas de saúde felinos e fornecer listas de materiais de recursos sobre questões de saúde aos seus membros.